# Seznam představitelů městské části Brno-Vinohrady
Seznam představitelů městské části Brno-Vinohrady.

## Starostové po roce 1989
| Ve funkci                   | Jméno                 | Strana                                              |
| 1990 – 1994                 | Milan Černocký        | Českomoravská strana středu, poté HSMS – za MSLK 96 |
| 1994 – 1998                 | Milan Černocký        | Českomoravská strana středu, poté HSMS – za MSLK 96 |
| 1998 – 2002                 | PaeDr. Ilona Sokolová | ODS                                                 |
| 2002 – 6. 11. 2006          | PhDr. Jiří Čejka      | ČSSD                                                |
| 6. 11. 2006 – 8. 11. 2010   | PhDr. Jiří Čejka      | ČSSD                                                |
| 8. 11. 2010 – 6. 11. 2014   | PhDr. Jiří Čejka      | ČSSD                                                |
| 6. 11. 2014 – 19. 11., 2018 | PhDr. Jiří Čejka      | ČSSD                                                |
| 19. 11. 2018 – 24. 10. 2022 | PhDr. Jiří Čejka      | nezávislý                                           |
| 24. 10. 2022 – úřadující    | Mgr. Jitka Ivičičová  | KDU-ČSL                                             |